# Stieltjeskanaal (plaats)
Stieltjeskanaal (Drents: Stieltiesknaol) is een buurtschap in de gemeente Coevorden, in de Nederlandse provincie Drenthe. De plaats beslaat een oppervlakte van 149 hectare en heeft per 1 januari 2023 245 inwoners.

## Geografie
De plaats ligt aan het gelijknamige kanaal dat is vernoemd naar Thomas Joannes Stieltjes. Stieltjeskanaal ligt ten noordoosten van Coevorden en ten zuidwesten van Zandpol.

## Geschiedenis
Het dorp ontstond tijdens de ontginning van het Dalerveen. Tot 1998 behoorde de plaats tot de gemeente Dalen.

## Bezienswaardigheden

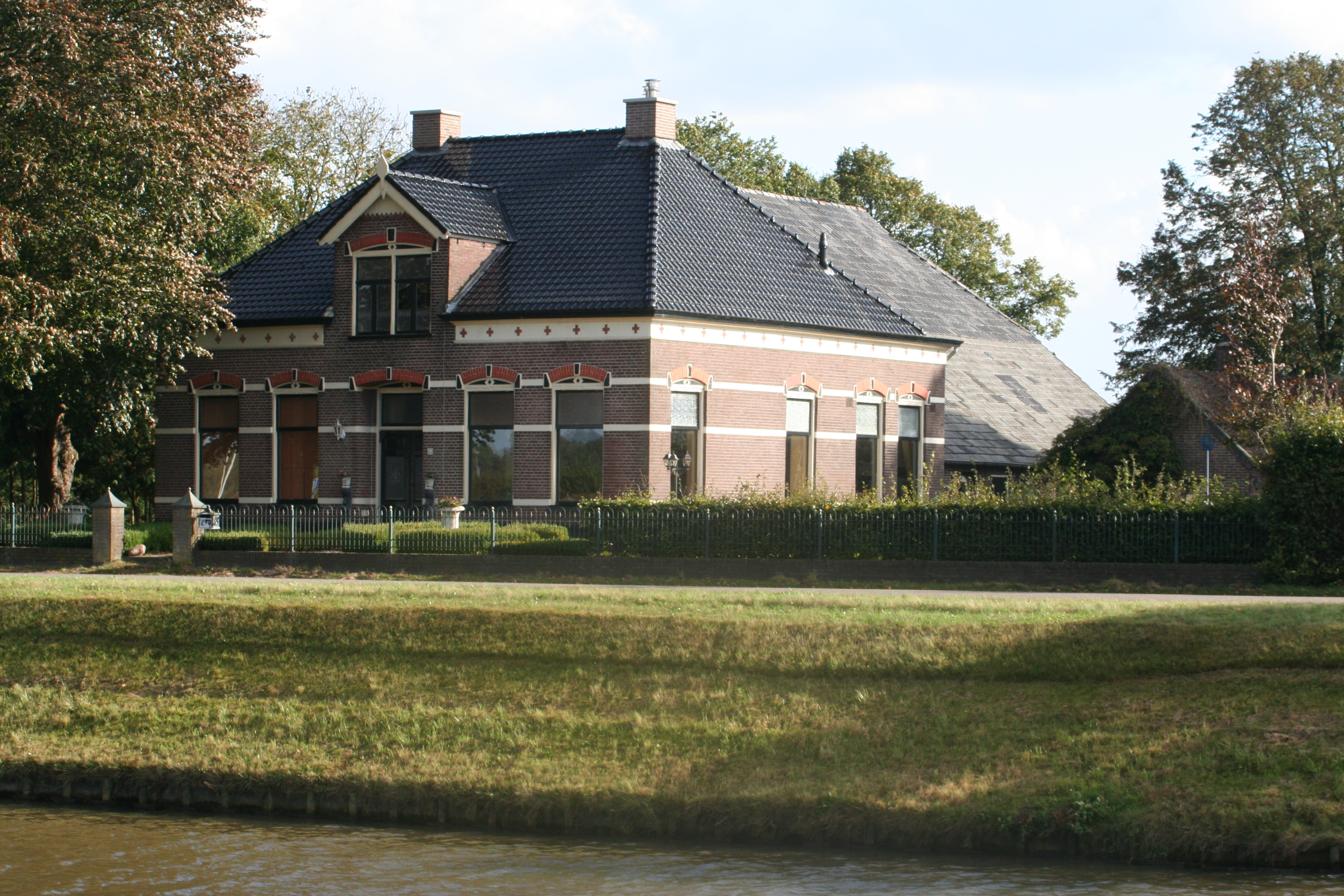
Stieltjeskanaal 41

- Boerderij van het type kop-romp uit 1907, Stieltjeskanaal 41.
- Voormalige veenarbeiderswoning uit 1917, Stieltjeskanaal 123.[2]